# Stellar Regions
| Recensione                | Giudizio |
| ------------------------- | -------- |
| AllMusic                  | [ 1 ]    |
| The Penguin Guide to Jazz | [ 2 ]    |

Stellar Regions è un album discografico inciso in studio dal musicista jazz statunitense John Coltrane nel 1967, ma pubblicato postumo nel 1995 dopo la morte del sassofonista.

## Il disco
Il materiale contenuto nell'album venne scoperto nel 1994 dalla moglie di Coltrane, Alice Coltrane, che aveva suonato il pianoforte durante le sessioni originali. Alice Coltrane diede il titolo a tutte le tracce presenti su disco, anche se il materiale non era interamente inedito: la stessa take di Offering era stata precedentemente pubblicata sull'ultimo album di Coltrane, Expression; il brano qui erroneamente reintitolato Stellar Regions è di fatto una versione di Venus, già pubblicata sull'album Interstellar Space nel 1974. Stellar Regions era stata incisa la settimana prima delle sessioni in studio che avevano generato l'album in questione, e i due brani hanno molte note in comune; inoltre, l'assolo presente in Venus viene anche anticipato da certe porzioni di Offering e Sun Star.
Gli altri musicisti presenti su disco, oltre ai coniugi Coltrane, sono Rashied Ali alla batteria e Jimmy Garrison al contrabbasso. Molti dei brani presenti sull'album sono un notevole esempio dell'interesse di Coltrane per un senso tonale quasi europeo (Jimmy's Mode), abbastanza in contrasto con il lavoro abituale di Coltrane nel classico idioma blues.
Questo è uno degli album più accessibili di John Coltrane fra quelli da lui registrati nell'ultima parte di carriera (1965-1967). Le composizioni sono brevi e possiedono una struttura ben definita. Ma il fatto che Coltrane avesse lasciato senza titolo questi brani, fa sorgere il dubbio se questo materiale fosse da lui inteso per la pubblicazione o meno.

## Tracce
1. Seraphic Light – 8:54
2. Sun Star – 6:05
3. Stellar Regions – 3:31
4. Iris – 3:50
5. Offering – 8:20
6. Configuration – 4:01
7. Jimmy's Mode – 5:58
8. Tranesonic – 4:14
9. Stellar Regions (alternate talk) – 4:37
10. Sun Star (alternate talk) – 8:05
11. Tranesonic (alternate talk) – 2:48

## Musicisti
- John Coltrane: sassofono tenore*[3]
- Alice Coltrane: pianoforte
- Jimmy Garrison: contrabbasso
- Rashied Ali: batteria